# Červený mlýn (Dolní Bučice)

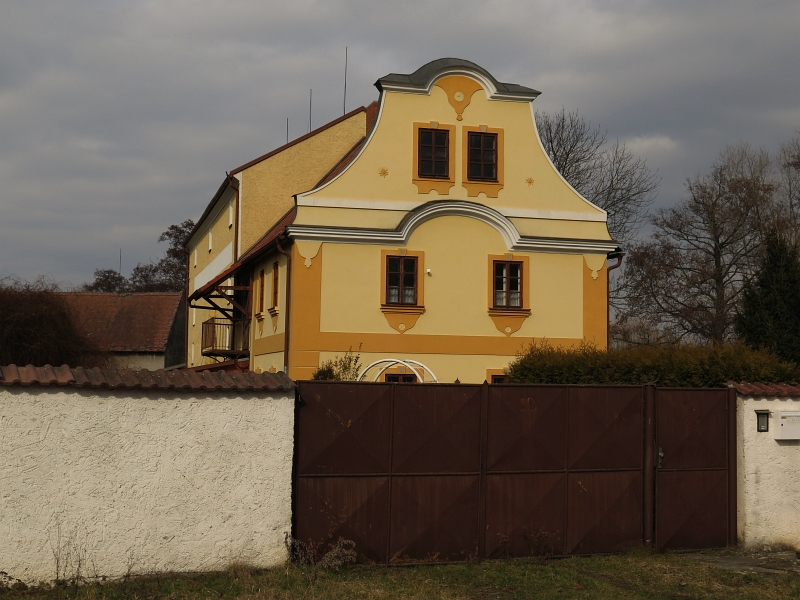
Červený mlýn

Červený mlýn (deutsch Rote Mühle) ist eine ehemalige Wassermühle an der Doubrava bei Dolní Bučice im Okres Kutná Hora in Tschechien. Die Anlage ist als Kulturdenkmal und als Technisches Denkmal geschützt.

## Lage
Das einschichtige Mühlengehöft befindet sich ca. 500 m nordöstlich des Dorfes Dolní Bučice an einem Seitenarm der Doubrava in der Čáslavská kotlina (Czaslauer Becken).

## Beschreibung
Die langgestreckte Dreiseithofanlage Dolní Bučice Nr. 30 mit einer Fläche von 3.525 m² besteht aus einem eingeschossigen Wohngebäude auf der östlichen Hofseite, dem sich in Längsrichtung anschließenden dreigeschossigen Mühlenhaus sowie mehreren Wirtschaftsgebäuden auf der westlichen, nördlichen und östlichen Seite. Das eingeschossige Wohngebäude mit Satteldach besitzt an seiner Südseite einen reich verzierten Giebel.

## Geschichte
Die Mühle wurde 1279 erstmals als Besitz des Benediktinerklosters Vilémov erwähnt. Sie gehört zu den ältesten Mühlen an der Doubrava und wurde wahrscheinlich in der zweiten Hälfte des 12. Jahrhunderts oder im 13. Jahrhundert durch das Kloster Vilémov angelegt.
Im Jahre 1556 stiftete der Müller der Pfarrkirche Allerheiligen eine neue Glocke. Die Glocke St. Johannes war mit einem Gewicht von 20 Zentnern die größte der ehemals vier Glocken und ist bis heute erhalten. Die Mühle besaß zu dieser Zeit drei Mühlräder mit neun Mahlgängen.
Im Jahre 1622 sind die Besitzer der Mühle, Jiřík und Kristýna Červenomlejnští, als Freisassen unter dem Gute Zbyslav nachweislich.
Das heutige Wohnhaus wurde um 1800 errichtet. Das Mühlenhaus erhielt seine heutige Gestalt beim Umbau in der zweiten Hälfte des 19. Jahrhunderts.
Im Jahr 1930 wurde die Jan Potoček gehörige Mühle mittels einer Haag-Turbine und einer Girard-Turbine mit einem Gefälle von 3 m und einer Leistung von 15 PS betrieben. Die Mühlenbetrieb wurde in der zweiten Hälfte des 20. Jahrhunderts stillgelegt.
Das Wohn- und das Mühlenhaus sind seit 1958 als Kulturdenkmal geschützt. Beide Gebäude wurden saniert, die Turbinen im Mühlenhaus sind nicht mehr vorhanden. Das Anwesen dient zu Wohnzwecken und ist nicht zugänglich, derzeit wird es zum Kauf angeboten.